# Rabdophaga populi
Rabdophaga populi är en tvåvingeart som först beskrevs av Ephraim Porter Felt 1907.  Rabdophaga populi ingår i släktet Rabdophaga och familjen gallmyggor.
Artens utbredningsområde är New York. Inga underarter finns listade i Catalogue of Life.